# Bartlesville
Bartlesville est une ville américaine, siège du comté de Washington dans le nord de l'Oklahoma. La population de la ville était en 2000 de 34 748 habitants.

## Histoire
L'histoire de Bartlesville a été marquée par Frank Phillips (en), qui a fondé en 1905 la compagnie pétrolière Phillips Petroleum Company qui a ensuite fusionné en 2002 avec Conoco Inc. pour former ConocoPhillips, un des 6 majors de l'industrie pétrolière.

## Géographie
Bartlesville se trouve près de la frontière entre l'Oklahoma et le Kansas, à 70 kilomètres au nord de Tulsa. Bien qu'étant le siège du comté de Washington, la ville s'étend aussi vers l'ouest sur le comté d'Osage. La ville se trouve le long de la rivière Caney qui a déjà causé de sérieuses inondations en particulier en 1986 et 2007.

## Transports
Bartlesville possède un aéroport (Bartlesville Municipal Airport, code AITA : BVO).

## Personnalités liées à la ville
- Mark Price, joueur de basket-ball, est né à Bartlesville ;
- Patrick Cranshaw, acteur, est né à Bartlesville.

## Cinéma
- Bartlesville sert de décor principal au film À la merveille de Terrence Malick.